# Північний проспект (Єреван)
Північний проспект (вірм. Հյուսիսային պողոտա, англ. Northern avenue) — пішохідна вулиця в Єревані, що з'єднує театр опери з Площею Республіки. Елітний проспект включає безліч елітних житлових будинків, офісів, магазинів, ресторанів. В довжину становить більше 1,5 км.

## Історія
Спочатку, план будівництва Північного проспекту був задуманий архітектором Олександром Таманяном у 1900-х роках. Після настання радянського режиму проект проспекту був скасований, і лише в кінці минулого століття знову згадали про нього. За першим кресленням проспект повинен був примикати прямо до Площі Республіки, але через побудовану пізніше будівлю Картинної галереї Вірменії, проспект, не доходячи до площі, примикає до вулиці Абовяна, яка трохи далі з'єднується з площею Республіки.
Роботи по забудові Північного проспекту Єревану почалися восени 2001 року. Площа забудови становить 320 тис. м², під будівлями побудовані автостоянки на 2 тис. автомашин.

## Будівництво
На місці сучасного Північного проспекту, кілька років тому стояли приватні будинки, які були скуплені урядом. Решта витрат, тобто саме будівництво взяли на себе приватні інвестори. За словами мера, обсяг інвестицій у будівництво елітного проспекту становить 101 млрд драмів ($ 310 млн). Забудовниками проспекту є компанії «Нор Айленд», «Бізнес Центр», «Прогрес Вірменія», «Лока Девелоперс», «Гарна Груп», Московська інвестиційна будівельна компанія, «Хас Профіт», «Згода. Вірменія». Варто відзначити, що будівництво Північного проспекту супроводжувалося численними акціями протесту з боку мешканців центрального району столиці, яких насильно виселяли зі своїх квартир. Багато хто з них були незадоволені розміром компенсації, виданої на купівлю нового житла. Приміром, за 55,7 м² жителю центру Єревана уряд Вірменії запропонувало $ 33 тис., що не відповідає нинішнім цінами - $ 800 за один м². Багато експертів відзначали, що прибутковість від проекту становить понад 200%. Другою, не менш складною проблемою було знесення старовинних будівель, що мають архітектурне та історичне значення. На жаль, тепер ці будівлі втрачені назавжди.

## Відкриття
Північний проспект розділений на три частини. Перша його частина відкрилася 29 травня 2006. Друга і третя, були відкриті 16 листопада 2007.